# Каталаноит
Каталаноит — редкий минерал. Назван в честь геолога Лучано Каталано из Аргентины.

## Свойства
Каталаноит имеет белый цвет черты, стеклянный блеск, ромбическую сингонию, неровный излом, плотность 1.82. Формула - Na2HPO4 * 8H2O. Минерал бесцветен.